# Максимилиан фон Тун-Хоенщайн
Максимилиан Йохан фон Тун-Хоенщайн (на немски: Maximilian Johann Graf von Thun und Hohenstein; * 19 август 1638; † 7 август 1701) е граф на Тун и Хоенщайн в Тирол, носител на ордена на Златното руно. Той основава Бохемската линия на род Тун и Хоенщайн.

## Произход
Той е син на граф Йохан Зигизмунд фон Тун и Хоенщайн (1594 – 1646) и третата му съпруга графиня Маргарета Анна фон Йотинген-Балдерн († 1684), дъщеря на граф Ернст I фон Йотинген-Балдерн (1584 – 1626) и графиня Катарина фон Хелфенщайн-Визенщайг (1589 – 1638). По-голям брат е на Франц Зигмунд фон Тун и Хоенщайн (1639 – 1702), гранд-приор на Малтийския орден, посланик в Лондон и Варшава, фелдмаршал 1700 г., граф Ромедиус Константин фон Тун и Хоенщайн (1641 – 1700) и на граф Йохан Ернст фон Тун-Хоенщайн (1643 – 1709), епископ на Зекау (1679 – 1687) и княжески архиепископ на Залцбург (1687 – 1709), и Рудолф Йозеф фон Тун-Хоенщайн († 1702), епископ на Зекау, монах капуцинец.
Максимилиан е по-малък полубрат на Гуидобалд фон Тун и Хоенщайн (1616 – 1668), кардинал (1666), княжески архиепископ на Залцбург (1654 – 1668), Венцел/Венцеслаус фон Тун и Хоенщайн (1629 – 1673), епископ на Пасау (1664 – 1673) и Гурк (1665 – 1673).

## Фамилия
Първи брак: на 24 февруари 1664 г. с графиня Мария Франциска Емеренция фон Лодрон († 12 май 1679), дъщеря на граф Кристофор фон Лодрон (1588 – 1660) и графиня Катарина фон Шпаур и Флавон (1603 – 1676). Те имат две деца:
- Мария Анна Леополдина (* 26 ноември 1664; † 12 октомври 1733), омъжена на 16 май 1693 г. за граф Антон II фон Монфор-Тетнанг (* 26 ноември 1670; † 17 декември 1733)
- Йохан Максимилиан Андреас (* 1 декември 1673; † 25 март 1701), женен за графиня Мария Терезия фон Щернберг (* сл. 1671)

Втори брак: на 11 август 1680 г. във Вилферсдор с графиня Мария Максимилиана фон Лихтенщайн (* 14 август 1659; † 17 юли 1687), дъщеря на княз Хартман фон Лихтенщайн (1613 – 1686) и графиня Сидония Елизабет фон Залм-Райфершайт (1623 – 1686). Те имат две деца:
- Мария Магдалена Антония (* 8 април 1684; † 1744), монахиня в Залцбург
- Йохан Франц Йозеф (* 16 юни 1686; † 30 юни 1720), женен 1708 г. за графиня Мария Филипина фон Харах цу Рорау (* 9 януари 1693; † 2 април 1763)

Трети брак: пр. 1688/1694 г. с графиня Мария Аделхайд фон Прайзинг. Те имат децата:
- Йохан Ернст Йозеф Кайетан (* 11 януари 1694, Виена; † 20 март 1717, Прага), женен на 9 септември 1716 г. за принцеса Анна Мария фон Лихтенщайн (* 21 октомври 1699, Виена; † 20 януари 1753, Виена), дъщеря на княз Антон Флориан фон Лихтенщайн (1656 – 1721) и графиня Елеонора Барбара фон Тун-Хоенщйн (1661 -1723)
- Елизабет Ернестина (* 15 декември 1699)
- седем деца, които умират малки